# Тераи

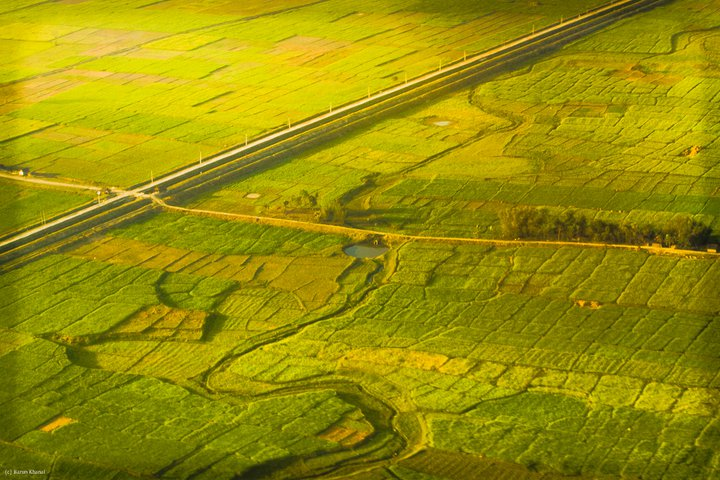
Тераи в Непале — вид с воздуха

Тера́и («влажная земля» или «предгорье» на персидском языке) — заболоченные древесно-кустарниковые заросли (джунгли) у южных подножий Гималаев, на северо-востоке Индо-Гангской равнины, в восточном и северо-западном Пакистане, северной Индии, Бутане и Непале, от реки Ямуна на западе до реки Брахмапутра на востоке.
Ниже тераев лежит большая аллювиальная равнина бассейнов рек Ямуна, Сатледж, Равви, Инд, Джелам, Ганг, Мегхна, Брахмапутра и их притоков.
Тераи образуют полосу шириной 30—50 км, по высоте до 900 м, покрытую влажными тропическими лесами с участием сала, бамбука, магнолий, папоротников, орхидей, лиан. На значительных пространствах поверхность покрыта илом, заросла высокотравьем, местами осушена и распахана (производство риса и других культур). Образование тераев связано с избыточным увлажнением почвы обильными грунтовыми водами в условиях слабого дренажа подгорных равнин.
В Непале тераи являются наиболее экономически продуктивным регионом. Большинство из основных отраслей промышленности в Непале располагается в этой области. Здесь возделываются культуры риса, пшеницы, бобовых, сахарного тростника, джута, табака и кукурузы. Многие агроиндустрии, такие как джутовые фабрики, сахарные заводы, рисовые мельницы и табачные фабрики созданы по всей территории региона.